# Penrhyn Bay
Penrhyn Bay è un centro abitato del Galles, situato nel distretto di contea di Conwy.